# عرب‌های مالزی
عرب‌های مالزی (مالایی: Orang Arab Malaysia؛ جاوی: اورڠ عرب ملیسیا) شامل کسانی با نژاد عرب (به‌ویژه حضرمی‌ها و دیگر عرب‌های ناحیهٔ خلیج فارس) است که در مالزی زاده شده یا به آن مهاجرت کرده‌اند.
بازرگانان عرب از زمان پیش از اسلام از جنوب شرقی آسیا دیدن می‌کرده‌اند، زیرا جنوب شرق آسیا از راه دریا به بازارهای عربستان، ایران و پس از آن امپراتوری روم متصل بود. این بازرگانان عرب از سراسر شبه‌جزیره عربستان می‌آمدند و امروز متشکل از مردمان عمان، یمن، قطر، کویت، بحرین و دیگر کشورهای شورای همکاری خلیج فارس هستند. نخستین بازرگانان عرب پیرو مسیحیت ارتدکس، آیین سنتی عرب و سایر ادیانی بودند که پیش از ظهور اسلام در عربستان وجود داشته‌است. اسلام بعدها در قرن ۷ و ۸ توسط بازرگانان عرب در مالزی شناسانده شد. علاقهٔ عربها به جنوب شرقی آسیا در دوران اسلامی افزایش یافت و در طی آن تعداد بازرگانان عرب بیشتری برای گسترش اسلام به این کشور وارد شدند. بسیاری از مهاجران عرب به جای حفظ هویت عربی خود و با فرهنگ محلی مالزی یکسان شدند.
ایالت‌های کداح، کلانتان و جوهور دارای جمعیت بالایی از مردم از آمیزش نژادهای مالایی و عرب هستند. همانند جمعیت‌های پراکندهٔ عرب ساکن در کشورهای مجاور مانند سنگاپور، اندونزی، برونئی و فیلیپین، عرب‌های مالزی نیز با فرهنگ مالایی یکسان شده و بیشتر خود را «عرب» نمی‌دانند. این روند تاریخی بازرگانان عرب در جنوب شرقی آسیا بود که به‌سرعت با فرهنگ بومی استرونزیایی سازگار شدند.